# Leptomys signatus
Leptomys signatus é uma espécie de roedor da família Muridae.
Apenas pode ser encontrada na Papua-Nova Guiné.
Os seus habitats naturais são: florestas secas tropicais ou subtropicais .
Está ameaçada por perda de habitat.